# Bárczay-kastély (Gomba)
A Bárczay-kastély (a falu honlapján: „Bárczay-Patay-Szemere-Máriássy kastély”) egy műemlékileg védett egykori kastély a Pest vármegyei Gomba községben. Műemlékvédelmi törzsszáma 7028.

## Története
Földszintjét a 17. század elején építtette valószínűleg a Fáy család barokk stílusban. 1640 körül Fáy IV. István és ecsédi Reőthy Kata lakta, majd több generáción át leszármazottaik.  1773-ban Bárczay András és Árva Fáy Kata bővíttette emeletesre. 1805-től Bárczay Pál alispán, királyi kamarás lakott itt feleségével, ludányi Bay Judithtal. Valószínűleg ők alakíttatták át az épület homlokzatát a 19. sz. első felében klasszicista stílusban. Ezután lányuk, Bárczay Etelka lakott itt férjével, báji Patay II. Józseffel, majd 1890-től báji Patay Anna és szemerei Szemere Huba, végül 1928-tól 1951-es kitelepítésükig márkus- és batizfalvy dr. Máriássy Mihály és családja.
Legismertebb tulajdonosa báji Patay II. József  (1797 v. 1804 -?) a reformkori ellenzék vezére, Kossuth legfőbb kortese volt. 1849 januárjában Szemere Bertalannal és Horváth Mihállyal hármasban ő menekítette a koronát, és útjukon egy éjszakát ebben a kastélyában töltöttek. Erre utal a község millenniumi emlékműve.

## Az épület
Utcavonalban álló, L alaprajzú, egyemeletes kastély. Főhomlokzata héttengelyes, falsávokkal tagolt, a földszint és az emelet között övpárkánnyal. Földszinti, könyöklőpárkányos és apácarácsos ablakai szegmensívesek zárókövekkel, az emeleti, keretelt ablakok egyenesen záródnak.
A jobb oldali fal 1+3+1 tengelyes, magas lábazattal. A földszinten egy ablak szegmensíves, a többi dísztelen. A bal oldali fal kéttengelyes, övpárkánnyal osztott. Földszintjén balra egyenes záródó, keretelt ajtó nyílik az emeletre vezető falépcsős feljáratba. Jobbra egy szegmensívesen keretelt, záróköves ablak nyílik, az emeleten két, egyenesen záródó, ugyancsak keretelt ablak. A homlokzat közepén rizalit ugrik ki. 
A bal oldali fal oromzatos, kéttengelyes. A két szintet övpárkány választja el; az emeletet kettős falsávok tagolják. Földszintjén egyenesen záródó, keretelt ajtó nyílik a földszinten körülfutó folyosóba, illetve az emeletre vezető, egyszerű falépcsős feljáratba. A folyosó árkádíves volt, de idővel befalazták.
Az udvari homlokzat háromtengelyes, földszintjén egyenesen záródó, szalagkeretes ablakokkal és félköríves bejárattal. A földszinti ablakokban bújtatott rács.
A csatlakozó épületszárny előtt tornác áll kockatalapzaton öt, toszkán fejezetes faoszloppal, felette fából ácsolt folyosó. A négytengelyes épület földszintjén szalagkeretes ablakok nyílnak bújtatott 
ráccsal, a fentiek rács né1kü1. 
A főépület földszinti helyiségeit fiókos dongaboltozat fedi, az emeletiek mennyezete sík. A legtöbb helyiség rongált, elhanyagolt állapotú.
A szárnyépülethez csatlakozó mezőgazdasági épület udvari része földszintes, de a kastély parkja felé néző, oromzatos, kéttengelyes homlokzatát emeletesen képezték ki. Középen bejárat 
vezet az alatta levő, két erőteljes pillérrel két részre osztott, csehsüveg boltozatokkal fedett pincébe. 
A telek téglakerítésének ezen az oldalon nyíló, vázával díszített, két pilléres kapuzatához lépcsős feljáró vezet. A régi szép kovácsoltvas kapuszárnyakat a mezőgazdasági épület egyik raktárához tették át. 
A mezőgazdasági épülettel szemben állt az istálló, ami faoromzatos, emeletes homlokzattal fordult a park felé. Elbontották. 
Parkja elvadult.

## Jelenlegi használata
Sokáig a termelőszövetkezet irodái voltak itt, de 2007-ben a tsz már gépállomásnak használta.